# 気仙町
気仙町（けせんまち）は、1954年（昭和29年）まで岩手県気仙郡に存在していた町である。現在の陸前高田市気仙町にあたる。
中心部の今泉地区は気仙川の河口の右岸（高田町の対岸）にある町である。1591年に伊達政宗の所領となり、江戸時代には仙台藩の代官所が置かれ、大肝入と代官により統治される気仙郡の行政の中心であった。また河川交通と、浜街道（仙台・釜石間）や今泉街道（一関・今泉間）の交差点に当たる交通の要所でもあった。
今泉には代々大肝入を世襲した吉田家の大肝入屋敷が残るほか、藩政期からほとんど変化のない町割りと、気仙大工が築いた明治期以来の古い商家が並ぶ重厚な町並みが残っていたが、2011年3月11日に発生した東北地方太平洋沖地震による津波災害（東日本大震災）によりほぼ全ての家屋が全壊状態となった。8月には、山車同士がぶつかり合う「けんか七夕祭り」が開催される。高台には茶畑が広がり、気仙茶と呼ばれる茶が製造されている。
長部地区は今泉地区の南にあり、広田湾に面した漁港である。

## 沿革
- 1875年（明治8年）10月17日 - 水沢県による村落統合により、今泉村と長部村が合併して気仙村が成立。
- 1889年（明治22年）4月1日 - 町村制施行に伴い、気仙村単独で村制施行。
- 1926年（大正15年）11月1日 - 町制施行により、気仙町となる。
- 1955年（昭和30年）1月1日 - 高田町・広田町・小友村・竹駒村・矢作村・横田村・米崎村と合併し、陸前高田市となる。